# Por qué fracasan los países
Por qué fracasan los países: Los orígenes del poder, la prosperidad y la pobreza (Why nations fail: The origins of Power, Prosperity and Poverty, en inglés) es un libro publicado en 2012 por los economistas Daron Acemoglu, profesor de economía en el MIT y James A. Robinson, profesor de economía de la Universidad de Harvard.
Los autores profundizan en numerosos aspectos de la economía, la sociología, la política, la religión, el derecho o la historia para hacer, en materia de política comparada, un análisis de los motivos que llevan a unos lugares, naciones o territorios a prosperar sobre otros.
La principal tesis del libro se basa en la idea de que son las instituciones que rigen un determinado territorio las que lo van a hacer prosperar. Es la forma en que las sociedades se organizan, si son respetuosas con la propiedad privada, garantizan una separación de poderes efectiva y posibilitan el correcto funcionamiento de una economía de libre mercado, lo que va a garantizar que se perpetúen a lo largo de la historia y que tengan una buena calidad de vida en términos de Índice de Desarrollo Humano de los territorios sobre los que se proyectan.

## Contenido
El libro trata de dar explicaciones acerca del desarrollo de diversas zonas del Planeta. Para los autores, las explicaciones existentes que trataban de aclarar estas divergencias debido a la ignorancia de sus líderes, la ubicación geográfica, la climatología, la cultura o la religión de sus habitantes, son imprecisas, equívocas o faltas de una base lógica.
Basan sus explicaciones en el análisis de las instituciones que rigen dichas sociedades. Las sociedades fracasan cuando no tienen instituciones que proporcionan incentivos, inversión e innovación y una situación en la que la mayoría de los ciudadanos puede desarrollar su talento. Si dichas sociedades tienen elites extractivas, que confabulan con el poder político, las naciones irán a la deriva.
Otra parte interesante del desarrollo de la obra es su enfoque en las dinámicas del cambio. En una alusión a algunos aspectos de la física, afirman que las diferencias en el "batir de las alas de una mariposa" causadas por una suave "deriva institucional" dan lugar a grandes diferencias cuando un país o un territorio es afectado por una "coyuntura crítica" (por ejemplo, la Revolución Francesa o la Peste Negra en el siglo XIV Europa) donde una gran parte de la fuerza de trabajo y economías se vieron transformadas, y puede dar lugar a caminos diametralmente diferentes: las instituciones políticas y económicas existentes, a veces conformadas por un largo proceso de deriva institucional, y a veces como resultado de respuestas divergentes a coyunturas críticas previas, crean los cimientos sobre los cuales se forjarán los cambios futuros.

Se desarrolla a lo largo de 15 capítulos, e incorpora una extensa cantidad de referencias.

## Elogios y recepción
El libro fue aclamado por la crítica y es considerado un superventas. Ha recibido numerosos elogios por parte de personalidades influyentes en el mundo de la economía. Entre ellas se destacan Kenneth J. Arrow, Premio del Banco de Suecia en Ciencias Económicas en memoria de Alfred Nobel en 1972; Peter Diamond, premio Premio del Banco de Suecia en Ciencias Económicas en memoria de Alfred Nobel 2010; Michael Spence, premio Premio del Banco de Suecia en Ciencias Económicas en memoria de Alfred Nobel 2001, entre otros. En 2024, Acemoglu y Robinson compartieron el premio Nobel de economía con Johnson por sus trabajos referentes a "como se construyen las instituciones y como afectan la prosperidad".

## Críticas

### David R. Henderson
David R. Henderson escribió una reseña generalmente positiva en Regulation, pero criticó a los autores por su inconsistencia respecto al papel de un gobierno central en la promoción del desarrollo. Los autores atribuyen el fracaso de estados como Afganistán, Haití y Nepal a la falta de un gobierno central fuerte, pero también defienden un gobierno débil para el crecimiento, como se observa en el ejemplo de Somalia. Henderson también señala dos errores cometidos por los autores con respecto a Estados Unidos. En primer lugar, acusan falsamente a los "monopolistas", como Rockefeller, de ser potencias extractivas, cuando en realidad, Rockefeller bajó el precio del petróleo para ganar cuota de mercado. En segundo lugar, ignoran la investigación convencional sobre la historia económica estadounidense entre la Guerra de Secesión y los movimientos por los derechos civiles, sin reconocer que el Sur, en realidad, estaba convergiendo con el Norte.

### Francis Fukuyama
En su artículo en The American Interest, Francis Fukuyama criticó el argumento de Acemoglu y Robinson por ser similar a un libro de North, Wallis y Weingast de 2009. Fukuyama coincide con la conclusión del libro de que las economías fallidas suelen deberse a instituciones que benefician a las élites. Sin embargo, argumenta que el enfoque simplifica excesivamente el asunto, al agrupar diferentes instituciones y hacer comparaciones erróneas entre sociedades. Fukuyama también discrepa de la evidencia histórica utilizada para respaldar el argumento. Menciona específicamente que este no se aplica a la China moderna.
Acemoglu y Robinson respondieron a los comentarios de Fukuyama, afirmando que su trabajo se basa en el de North et al. y lo complementa. En segundo lugar, defienden la simplificación excesiva como forma de analizar instituciones políticas complejas. También atribuyen el crecimiento económico de China a cierto grado de inclusión, pero predicen que no alcanzará el mismo nivel de renta per cápita que España o Portugal, con sus actuales instituciones extractivas.